# Джибутийско-японские отношения
Джибутийско-японские отношения — двусторонние дипломатические отношения между Джибути и Японией. У Джибути есть посольство в Токио, а у Японии есть посольство в Джибути.

## История
27 июня 1977 года Япония признала Джибути как суверенное государство. Дипломатические отношения между двумя странами были установлены в 1978 году. Правительство Джибути расположило своё посольство в Токио.

## Визиты
Президент Джибути, Хассан Гулед Аптидон приезжал в Японию в 1995 и 1998 году. Позже, в 1998 году, Аптидон приехал в Японию на собрание TICAD-II. Президент Исмаил Омар Гелле также приезжал в Японию в сентябре 2003 года и в декабре 2010 года.

## Военные отношения
Морские силы самообороны Японии расположили свою заморскую базу флота в Джибути в 2011 году. Силы самообороны Японии в Джибути занимаются сопровождением кораблей и борьбой с пиратством в Аденском заливе и в Красном море.
С 2009 по 2011 годы, японские войска делили с американскими войсками базу Кэмп-Лемонье, до основания японской базы.